# قبل أن أستيقظ (فلم)
قبل أن أستيقظ (بالإنجليزية: Before I Wake) هو فيلم رعب تم إنتاجه في الولايات المتحدة وصدر في سنة 2016 من إخراج مايك فلاناغان. الفيلم من بطولة كايت بوسورث وتوماس جين ويعقوب تريمبلاي وأنابيث غيش.

## الميزانية والإيرادات
حقق إيرادات تقدر بـ 3,4 مليون دولار.

## وصلات خارجية
- مقالات تستعمل روابط فنية بلا صلة مع ويكي بيانات